# Élection présidentielle française de 1913
L'élection présidentielle française du 17 janvier 1913 vise à choisir le successeur d'Armand Fallières. Le président du Conseil Raymond Poincaré est élu au second tour de scrutin.

## Contexte
La présidence d'Armand Fallières, élu en 1906, est une ère politique marquée par des progrès importants : un ouvrier gagne en moyenne 1 100 francs net annuels ; les savoirs fondamentaux — lecture, écriture, calcul — constituent le bagage du plus grand nombre. En 1902, une réforme adapte l’enseignement secondaire aux nécessités de la vie moderne en attribuant une plus grande place aux sciences et aux langues étrangères ; après le certificat d’études, plus de la moitié des enfants entrent dans la vie active dès treize ou quatorze ans.
Ceci étant, c'est sous la présidence de Fallières que le gouvernement de Georges Clemenceau, « le briseur de grèves », réprime durement certains mouvements, comme la révolte des vignerons du Languedoc. C'est également sous la présidence d'Armand Fallières et sous le gouvernement du même Clemenceau que les forces de police sont modernisées, notamment par la création des « Brigades du Tigre ».
Le mandat présidentiel de Fallières se termine en 1913. Après réflexion, le chef de l'État sortant choisit de ne pas se représenter pour un second mandat de sept ans, justifiant sa décision par la phrase : « la place n'est pas mauvaise, mais il n'y a pas d'avancement ». 

## Candidatures potentielles

### Parti républicain démocratique (PRD)
Alors que le septennat de Fallières touche à sa fin, Poincaré se présente comme candidat à la présidentielle. Le président du Conseil est en lice face au président de la Chambre des députés, Paul Deschanel, qui est du même parti que Poincaré, et au président du Sénat, Antonin Dubost. 
Les candidats potentiels pour le parti sont au nombre de quatre : 
- Raymond Poincaré (52 ans), président du Conseil, ministre des Affaires étrangères, sénateur de la Meuse, président du conseil général de la Meuse, membre de l’Académie française ;
- Antonin Dubost (68 ans), président du Sénat, sénateur de l'Isère, président du conseil général de l'Isère ;
- Paul Deschanel (57 ans), président de la Chambre des députés, député d'Eure-et-Loir, conseiller général d'Eure-et-Loir, membre de l’Académie française ;
- Jean Dupuy (68 ans), ministre de l'Agriculture.

C'est finalement Poincaré qui est désigné comme candidat officiel après le renoncement de ses trois concurrents.

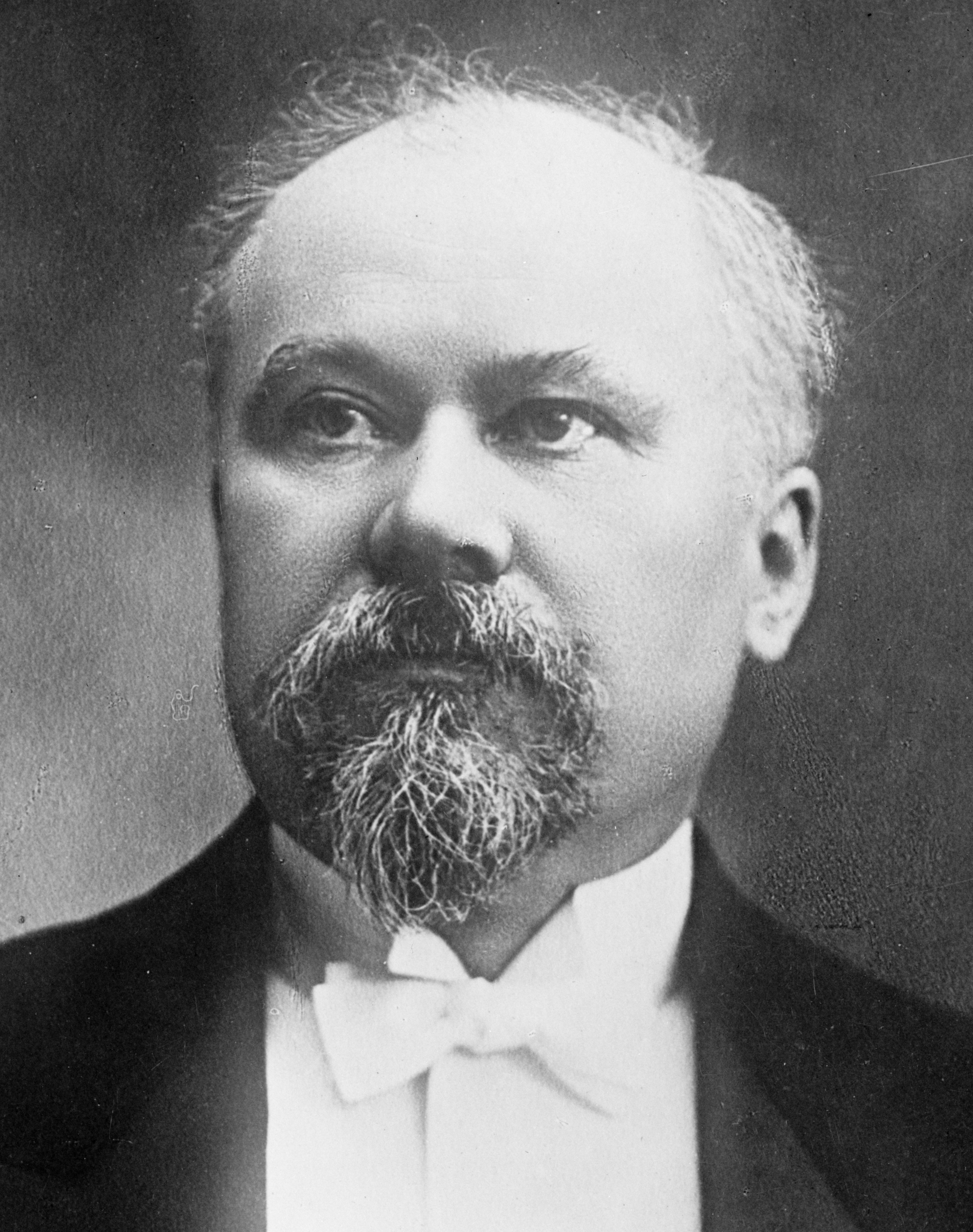
Raymond Poincaré (candidat officiel du PRD).
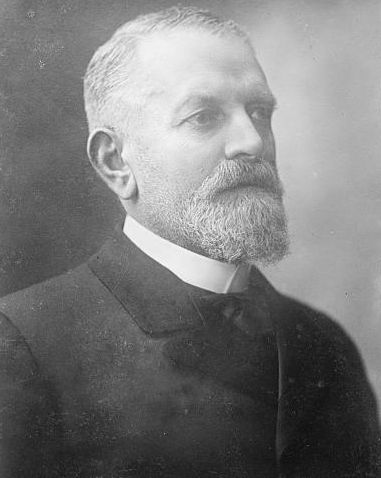
Antonin Dubost (renonce).
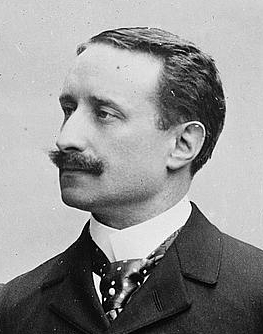
Paul Deschanel (renonce).
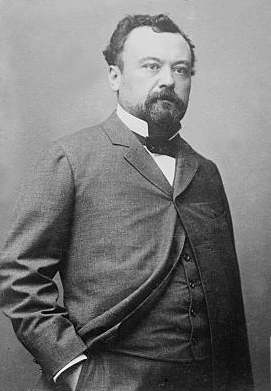
Jean Dupuy (renonce).

### Radicaux
Avec Clemenceau et Joseph Caillaux, les radicaux soutiennent Jules Pams, le ministre de l'Agriculture, une personnalité considérée comme effacée et dont la candidature vise essentiellement à contrer Poincaré. Dans le camp radical, seul Théophile Delcassé, radical indépendant, conteste le choix de Pams mais renonce finalement à se présenter.

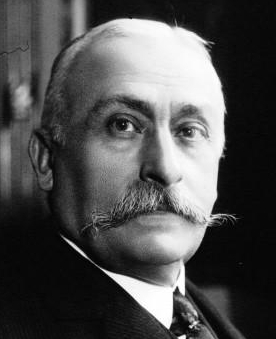
Jules Pams (candidat officiel du PRRRS).
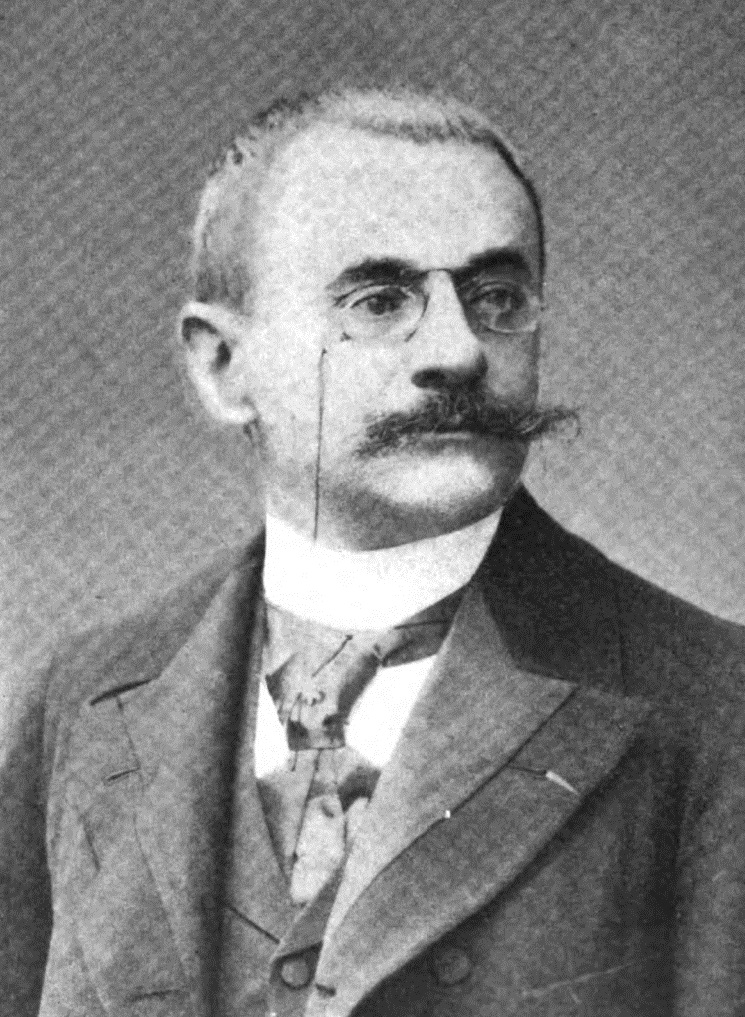
Théophile Delcassé (non candidat).

### Autres
Du côté de la droite conservatrice, le favori et candidat naturel est Alexandre Ribot, membre de la Fédération républicaine, sénateur du Pas-de-Calais, membre de l’Académie française et ancien président du Conseil. À gauche, les socialistes se trouvent un candidat en la personne d'Édouard Vaillant, membre du SFIO. Quelques candidatures « fantaisistes » extraparlementaires sont évoquées dans la presse à titre d'anecdotes. Pour la première fois, une femme se porte ainsi candidate à la présidence de la République : il s'agit de Marie Denizard, engagée depuis plusieurs années en faveur du droit de vote des femmes ; cette candidature de témoignage, médiatisée par le journaliste Fernand Hauser, reste toutefois en marge des mouvements féministes de l'époque.

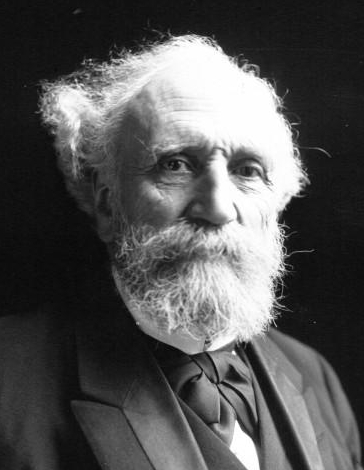
Alexandre Ribot (candidat FR pour la droite conservatrice).
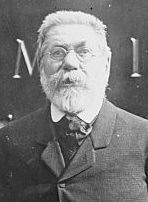
Édouard Vaillant (candidat SFIO pour la gauche socialiste).
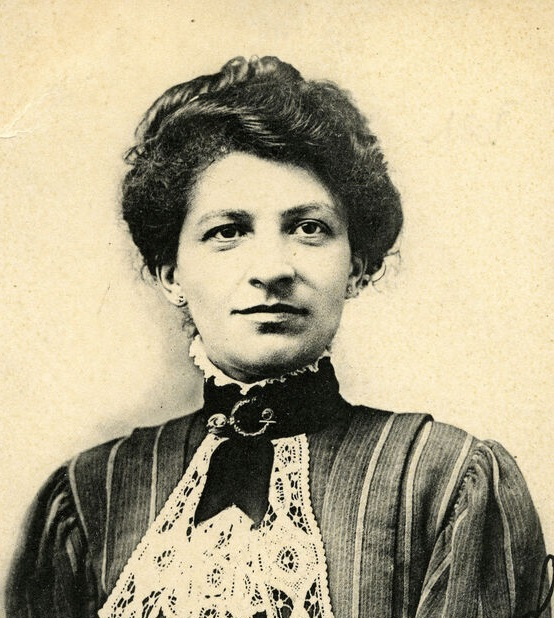
Marie Denizard (candidate féministe).

## Scrutin préparatoire
Selon la tradition républicaine, un scrutin préparatoire a lieu entre le 15 et le 16 janvier 1913 pour choisir le candidat du « camp républicain ». La plupart des républicains modérés de centre droit et de droite, ainsi que les socialistes, comme Vaillant (alors classés à l'extrême gauche), refusent toutefois d'y participer.
|                          | Raymond Poincaré         | PRD                      | 180 | 28,89 | 274 | 44,19 | 309 | 48,13 |  |  |  |  |  |  |
|                          | Jules Pams               | PR                       | 176 | 28,25 | 283 | 45,64 | 322 | 50,16 |  |  |  |  |  |  |
|                          | Antonin Dubost           | PRD                      | 107 | 17,17 | 10  | 1,61  | 0   | 0,00  |  |  |  |  |  |  |
|                          | Paul Deschanel           | PRD                      | 83  | 13,32 | 22  | 3,55  | 1   | 0,16  |  |  |  |  |  |  |
|                          | Alexandre Ribot          | FR                       | 52  | 8,35  | 25  | 4,03  | 11  | 1,71  |  |  |  |  |  |  |
|                          | Jean Dupuy               | PRD                      | 19  | 3,05  | 7   | 1,13  | 0   | 0,00  |  |  |  |  |  |  |
|                          | Théophile Delcassé       | RI                       | 6   | 0,96  | 3   | 0,48  | 1   | 0,16  |  |  |  |  |  |  |
|                          |                          |                          |     |       |     |       |     |       |  |  |  |  |  |  |
| Votes valides            | Votes valides            | Votes valides            | 623 | 98,89 | 620 | 98,73 | 642 | 98,77 |  |  |  |  |  |  |
| Votes blancs et nuls     | Votes blancs et nuls     | Votes blancs et nuls     | 7   | 1,11  | 8   | 1,27  | 5   | 1,23  |  |  |  |  |  |  |
| Total                    | Total                    | Total                    | 630 | 100   | 628 | 100   | 650 | 100   |  |  |  |  |  |  |
| Abstention               | Abstention               | Abstention               | 108 | 14,64 | 110 | 14,91 | 88  | 11,92 |  |  |  |  |  |  |
| Inscrits / participation | Inscrits / participation | Inscrits / participation | 738 | 85,36 | 738 | 85,09 | 738 | 88,08 |  |  |  |  |  |  |

Au troisième tour, Jules Pams l'emporte de 13 voix face à Raymond Poincaré. La discipline républicaine aurait alors voulu que ce dernier se retirât : c'est d’ailleurs ce que lui demandait une délégation conduite par les radicaux Émile Combes et Clemenceau. Mais le président du Conseil refuse, sachant que lors du vote de l’Assemblée nationale, il serait soutenu par les modérés de centre droit et de la droite.

## Élection présidentielle
| Candidats                | Candidats                | Partis                   | Premier tour | Premier tour | Second tour | Second tour |
| Candidats                | Candidats                | Partis                   | Voix         | %            | Voix        | %           |
| ------------------------ | ------------------------ | ------------------------ | ------------ | ------------ | ----------- | ----------- |
|                          | Raymond Poincaré         | PRD                      | 429          | 49,42        | 483         | 55,97       |
|                          | Jules Pams               | PR                       | 327          | 37,67        | 296         | 34,30       |
|                          | Édouard Vaillant         | SFIO                     | 63           | 7,26         | 69          | 7,99        |
|                          | Paul Deschanel           | ARD                      | 18           | 2,07         |             |             |
|                          | Alexandre Ribot          | FR                       | 16           | 1,84         |             |             |
|                          | Autres candidats         | Autres candidats         | 13           | 1,50         |             |             |
|                          |                          |                          |              |              |             |             |
| Votes valides            | Votes valides            | Votes valides            | 868          | 99,43        | 863         | 98,74       |
| Votes blancs et nuls     | Votes blancs et nuls     | Votes blancs et nuls     | 5            | 0,57         | 11          | 1,26        |
| Total                    | Total                    | Total                    | 873          | 100          | 874         | 100         |
| Abstention               | Abstention               | Abstention               | ?            |              | ?           |             |
| Inscrits / participation | Inscrits / participation | Inscrits / participation | ?            |              | ?           |             |

## Analyse
À Versailles, Raymond Poincaré est élu président de la République au second tour face à Pams. Clemenceau conservera une rancune tenace contre Poincaré pour n'avoir pas s’être plié à la « discipline républicaine », que lui-même respectera lors de l'élection présidentielle de 1920. Poincaré prend ses fonctions le 18 février 1913.